# Lista de vinhos
Esta é uma lista de vinhos, agrupados por tipo.
Se você procura por variedades de uvas, acesse a Lista de variedades de uvas para a produção de vinhos - Vitis vinifera
| - Amarone: Itália - Bairrada: Portugal - Barbaresco: Itália - Barolo: Itália - Bonarda: Itália, Argentina - Brancellao: Espanha - Brunello di Montalcino: Itália - Beaujolais: França - Bobal: Espanha - Bordeaux: França - Borgonha: França - Cabernet Sauvignon: França, Argentina, Austrália, Califórnia, Romênia, Moldova, Nova Zelândia, África do Sul, Chile, Venezuela - Cannonau: Itália - Carmenere: Chile - Cencibel: Espanha - Chianti: Itália - Vinho Dimyat: Bulgária - Feteasca Neagra: Romênia - Feteasca Regala: Romênia - Garnacha, Grenache ou Cannonau: França, Espanha, América do Sul, Austrália, e Califórnia. - Gumza: Bulgária - Kagor: Moldova - Mavrodafni: Grécia - Mavrud: Bulgária - Mazuela: Espanha - Malbec: Argentina, França - Melnik: Bulgária - Merlot: França, Califórnia, Argentina, Chile, Itália, Romênia, Moldova, África do Sul, Washington, Venezuela, Austrália - Tinto Mirodia: Moldova - Monastrell: Espanha - Nosiola: Itália - Norton: Leste e centro-oeste dos Estados Unidos da América - Pamid: Bulgária - Petite Syrah: Califórnia - Petit Verdot: Chile, Argentina, Austrália, França - Pinot meunier: - Pinot Noir: França, Califórnia, Nova Zelândia, Argentina, Oregon, Romênia, Moldova, África do Sul, Austrália - Pinotage: África do Sul, Zimbábue, Nova Zelândia - Putos: Portugal, Brasil - Rioja: Espanha, Argentina - Syrah: França (N.Rhône), Austrália, Califórnia, África do Sul, Venezuela - Tannat: França, Uruguai, Brasil - Tempranillo: Espanha, Venezuela, Argentina - Timorasso: Itália - Torrontés: País Basco, Argentina - Trollinger: Alemanha - Valpolicella: Itália - Zinfandel: Califórnia Vinhos Espumantes Tintos - Syrah: Austrália - Cabernet Sauvignon: Austrália - Lambrusco: Itália Vinhos de soleira - Marsala: Itália - Moscatel: Portugal - Palomino (uva utilizada em Sherry): Espanha - Pedro Ximénez: Espanha - Porto: Portugal | - Airén: Espanha - Albillo: Espanha - Aleasa Dulce: Moldávia - Alvarinho: Portugal e Espanha - Chardonnay: França, Califórnia, Alemanha, Austrália, Romênia, Moldova, Nova Zelândia, África do Sul, Estados Unidos - Chablis: França - Chenin Blanc: França, África do Sul, Venezuela - Doña Blanca: Espanha - Feteasca Alba: Romênia, Moldávia - Frascati: Itália - Gavi: Itália - Gewürztraminer: França (Alsácia), Romênia, Alemanha, Nova Zelândia, África do Sul, Austrália, Áustria - Goldmuskateller: - Grasa de Cotnari: Romênia - Kerner: - Macabeo: Espanha - Malvasía: Itália - Meursault: França - Mirodia Branco: Moldova - Misket: Bulgária - Moscatel: Espanha, Venezuela, Romênia, Moldova, Austrália, África do Sul - Müller-Thurgau: Alemanha, nordeste da Itália, Inglaterra - Orvieto: Itália - Retsina: Grécia - Pinot Gris/Pinot Grigio/Grauburgunder: França, Romênia, Itália, Alemanha, Oregon - Pedro Ximénez: Espanha - Pouilly-Fuissé: França - Putos: Portugal, Brasil - Riesling: França (Alsácia), Romênia, Alemanha, Nova Zelândia, Austrália, Idaho, Oregon, Áustria - Sauvignon Blanc: França, California, Nova Zelândia, Romênia, Moldova, África do Sul, Venezuela, Austrália - Semillon: França, Austrália, África do Sul, Venezuela - Silvaner: Alemanha, Áustria - Soave: Itália - Tamaioasa Romaneasca: Romênia - Tokaji: Hungria, parte da Eslováquia - Torrontés: Espanha, Argentina - Traminer: Romênia, Moldova, Austrália - Verdelho: Austrália, Portugal - Vermentino: Itália - Verdicchio dei castelli di Jesi: Itália Vinhos Espumantes Brancos - Champagne: França - Vin Spumos (Zarea):Romênia - Asti spumante: Itália - Franciacorta: Itália - Prosecco: Itália - Cava: Espanha - Txacolí: Espanha - Sekt: Alemanha, Áustria Vinhos Rosados - Rosé: Austrália, França, Portugal, Espanha, Estados Unidos, África do Sul - Busuioaca de Bohotin: Romênia - Putos: Portugal, Brasil |

Vinhos Fortificados
- Marsala: Itália
- Moscatel: Portugal
- Madeira: Madeira (Portugal)
- Palomino (uva utilizada no xerez): Espanha
- Pedro Ximénez: Espanha
- Porto: Portugal